# Юдинка (Липецкая область)
Юдинка — упразднённая деревня в Воловском районе Липецкой области России. На момент упразднения входила в состав Большеивановского сельсовета. Исключена из учётных данных в 2001 г.

## География
Деревня находится в юго-западной части Липецкой области, в лесостепной зоне, в пределах восточных отрогов Среднерусской возвышенности, к западу от реки Олым, на правом берегу ручья Юрской, на расстоянии примерно 16 километров (по прямой) к востоку-северо-востоку (ESE) от села Волово, административного центра района.

## История
Деревня упразднена постановлением главы администрации Липецкой области от 09 июля 2001 года № 110.